# Normandie (frégate)
Pour les autres navires du même nom, voir Normandie (navire).

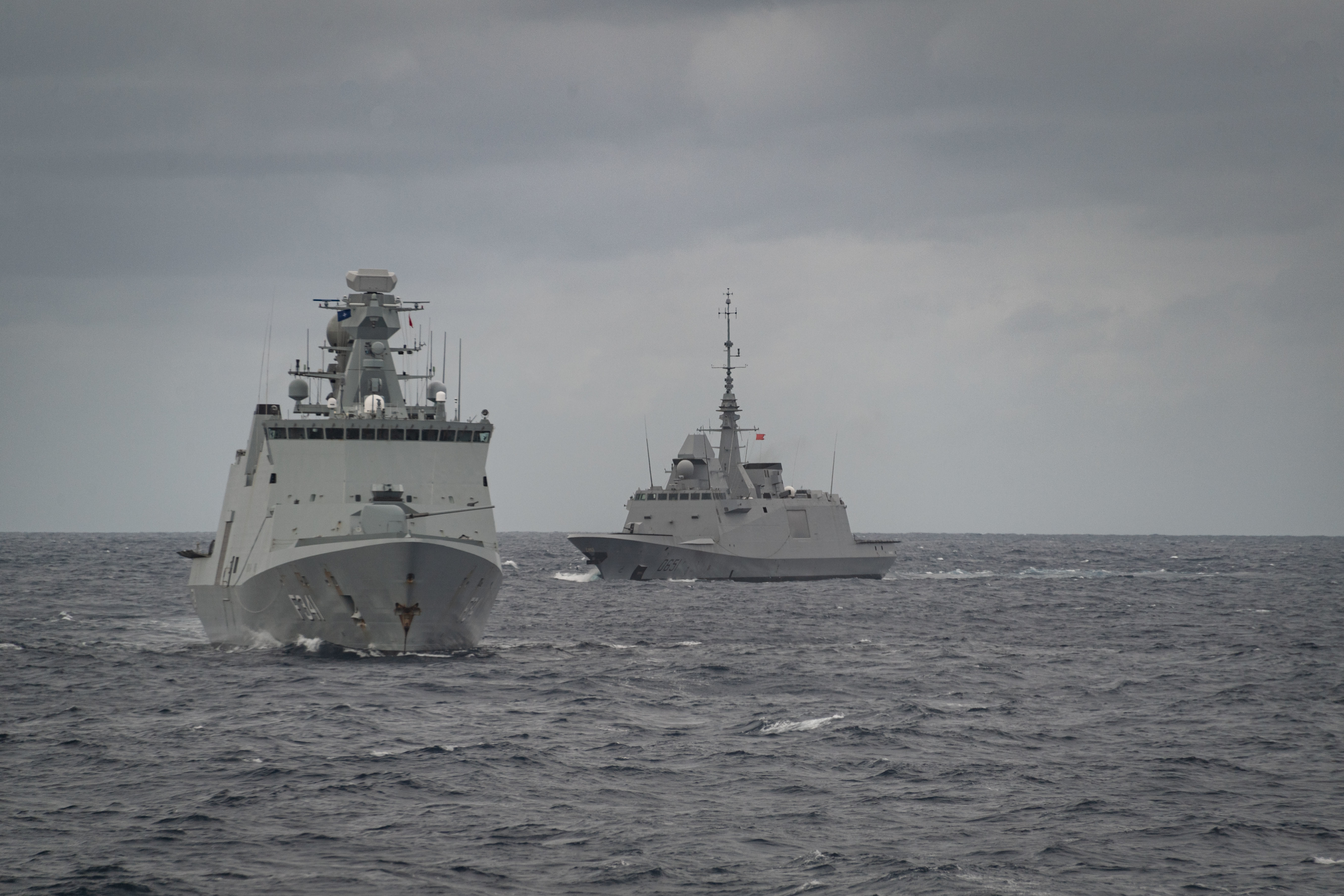
La frégate Normandie derrière le HDMS Absalon lors de manœuvres de flotte et d'autres séries d'entraînement au large des côtes du Portugal le 23 05 2021 lors de l'exercice Steadfast Defender 21.

La Normandie (numéro de coque D651) est la sixième frégate de lutte anti-sous-marine du programme de frégates multimissions, lancé par la France et l'Italie. Elle a été livrée à la marine nationale (France) le 16 juillet 2019 à Brest et admise au service actif le 3 juin 2020.

## Construction
À l'origine, le nom de Normandie devait être porté par la frégate lancée en 2012, mais celle-ci a été vendue à l'Égypte en 2015 et renommée Tahya Misr.
Continuant le programme FREMM, un nouveau navire nommé Normandie est assemblé à partir de 2014. Le 1er février 2018, la frégate Normandie est mise à l'eau. Armée d'un équipage partiel de 75 marins, elle effectue ses premiers essais à la mer en mars 2019 sous la responsabilité de la direction générale de l'Armement.

## Caractéristiques

### Navigation
La frégate Normandie est équipée de deux centrales de navigation inertielles gyrolaser (Ring Laser Gyro) SIGMA 40 créées par Sagem. Le navire dispose de capteurs extrêmement performants avec ses sonars et son hélicoptère Caïman marine. Il est ainsi capable de suivre un sous-marin même si celui-ci est en plongée.

### Armement
Radars de navigation, un radar de veille multifonction, un sonar de coque, un sonar remorqué, un brouilleur et d'un système de combat SETIS.  
Missiles MM 40 exocet. 
Système surface-air antimissiles Aster 15. 
Missiles de croisière navals (MdCN). 
Tubes lance-torpilles de 324 mm pour torpilles MU90. 
Tourelle de 76 mm.
2 Canons de 20 mm téléopérés.
2 Mitrailleuses de calibre 12,7 mm.

## Carrière opérationnelle
La FREMM Normandie a été livrée à la marine nationale le 16 juillet 2019 à Brest. Après la phase d'essais à la mer, sous la responsabilité de la marine nationale, elle commence son déploiement de longue durée le 16 décembre 2019, pour une durée de plus de trois mois dans l'Atlantique Nord (avec une escale à New York), avant son admission au service actif le 3 juin 2020,.
Le 29 septembre 2022, le sous-marin russe Novorossiisk est accompagné à 100 km au large des côtes bretonnes, dans les eaux internationales du golfe de Gascogne, par la frégate multimission Normandie.
Mai 2023. En mer Baltique, la frégate Normandie s’entraîne à chasser les sous-marins. L’équipage de la frégate française, déployée actuellement entre la Suède et le Danemark, doit redécouvrir cette mer étroite et peu profonde. La frégate participera à l'exercice militaire suédois Aurora 2023 (17 avril au 11 mai).